# Hargitaliget
Koordináták: é. sz. 46° 19′ 00″, k. h. 25° 35′ 49″46.316667°N 25.596944°E
Hargitaliget, másként Szortyogó borvízláp a Hargita-hegységben, a Tolvajos-pataka völgyében található dagadóláp Romániában, Erdélyben, Hargita megyében, Kirulyfürdőtől északkeletre.

## Története
Kirulyfürdőtől nem messze, a Festő borvíz szomszédságában alakult ki; a területen feltörő vasas borvizek hozták létre a mintegy 1,5 hektár elterülő dagadólápot. A vulkáni kőzetek vízzáró tulajdonsága következtében a felszínen meggyűlt a víz, a területen ritka, különleges növényeknek otthont adó láp keletkezett. Az itt található hűvös, páradús mikroklíma lehetővé tette több ritka, védett faj fennmaradását. A láp többek közt a mocsári kőtörőfű, a kereklevelű harmatfű, a szibériai hamuvirág, keskenylevelű gyapjúsás, vidrafű, hússzínű ujjaskosbor, foltos kosbor, mocsári nőszőfű, fehér májvirág élőhelye. A sásfajták közül a töviskés, csörös, szürkés és fekete sás lelhető fel. Az erdőt alkotó fák között megtaláljuk a közönséges nyírt, szöszös nyírt, hamvas égert, hamvas fűzet, babérlevelű fűzet és a lápi nyírt is.
Hargitaliget dagadólápot Bányai János fedezte fel, aki megtalálta itt az igen ritka fajnak számító mocsári kőtörőfüvet. A láp növényzetét kutatta két kiváló botanikus, Boros Ádám és Nyárády Erazmus Gyula is. 
Habár Hargitaliget 1980 óta botanikai rezervátum, a területen állatok legeltetésének nyoma látszik, mely veszélyezteti a láp törékeny egyensúlyát, élővilágnak fennmaradását.
A lápot tápláló limonittartalmú ásványvizek jótékony hatását felismerve a helyiek régen egy kis népi fürdőt létesítettek a lápon. A 4×7 méteres, kővel kirakott kalcium-nátrium-magnézium-hidrogén-karbonát típusú borvizes medencét főleg az erdélyi szászok látogatták, használták. Napjainkban egy sással benőtt, elhanyagolt gödör emlékeztet a hajdani fürdőre.